# Armenische Kathedrale (Lemberg)

Die Wandmalereien von Jan Henryk Rosen

Die Armenische Kathedrale in Lemberg (armenisch Հայկական տաճար, ukrainisch Вірменський кафедральний собор/Wirmenskyj kafedralnyj sobor) ist ein Gotteshaus der polnischen Armenier in Lemberg.
Sie wurde im 14. Jahrhundert im armenischen Viertel von Lemberg vom schlesischen Baumeister Doring nach dem Vorbild der Kathedrale von Ani in der ehemaligen Hauptstadt Armeniens errichtet. Der Bau wurde von den Armeniern Jakob, Sohn des Schachinschach aus Kaffa, und Panos, Sohn des Abraham, gestiftet. Die Ansiedlung von Armeniern in Lemberg stand vermutlich mit dem Bürgerkrieg in der Goldenen Horde in Zusammenhang, der 1359–1380 tobte.
Die Kathedrale entstand in drei Etappen:
- das Presbyterium als Kreuzkuppelkirche mit einem zwölfeckigen Tambour im 14. Jahrhundert;
- das Hauptschiff mit Kassettengewölbe im 17. Jahrhundert;
- die Verlängerung des Hauptschiffs mit dem Vorraum im 19. Jahrhundert.

Auf dem südlichen Hof an der Armenischen Straße (Вул. Вірменська) befindet sich der alte Friedhof mit Grabplatten mit teilweise verwitterten armenischen Inschriften und eine Kapelle mit einer hölzernen Christusfigur. Der Kreuzgang entstand am Ende des 15. Jahrhunderts. Auf dem östlichen Hof befindet sich eine Säule (1726) mit der Figur des heiligen Christophorus. Der nördliche Hof grenzt an das armenische Frauenkloster (1682).
Der Turm (1571) wurde im 19. Jahrhundert umgebaut.
In den 1920er Jahren schuf der Maler Jan Henryk Rosen, der Sohn von Jan Rosen, Wandmalereien. 1945–2001 wurde die Kathedrale von den Sowjetbehörden geschlossen und diente als Lager für Kirchenmobiliar aus anderen geschlossenen Sakralbauten. Die Angehörigen der armenischen Lemberger Volksgruppe gehörten der katholischen Kirche des armenischen Ritus an, die den Primat des römischen Papstes anerkennt. Diese Armenier wurden 1945–1946 gezwungen, Lemberg zu verlassen und sich in Breslau und anderen Städten der neuen polnischen Westgebiete anzusiedeln.
2001 wurde die Kathedrale der autokephalen Armenischen Apostolischen Kirche übergeben. Die Renovierung der Kathedrale wurde 2009 begonnen und vom polnischen Ministerium für Kultur und nationales Erbe finanziert. Die Renovierung des Kirchturms und Teile des Kirchhofs unterstützte die Stadt Lemberg finanziell.

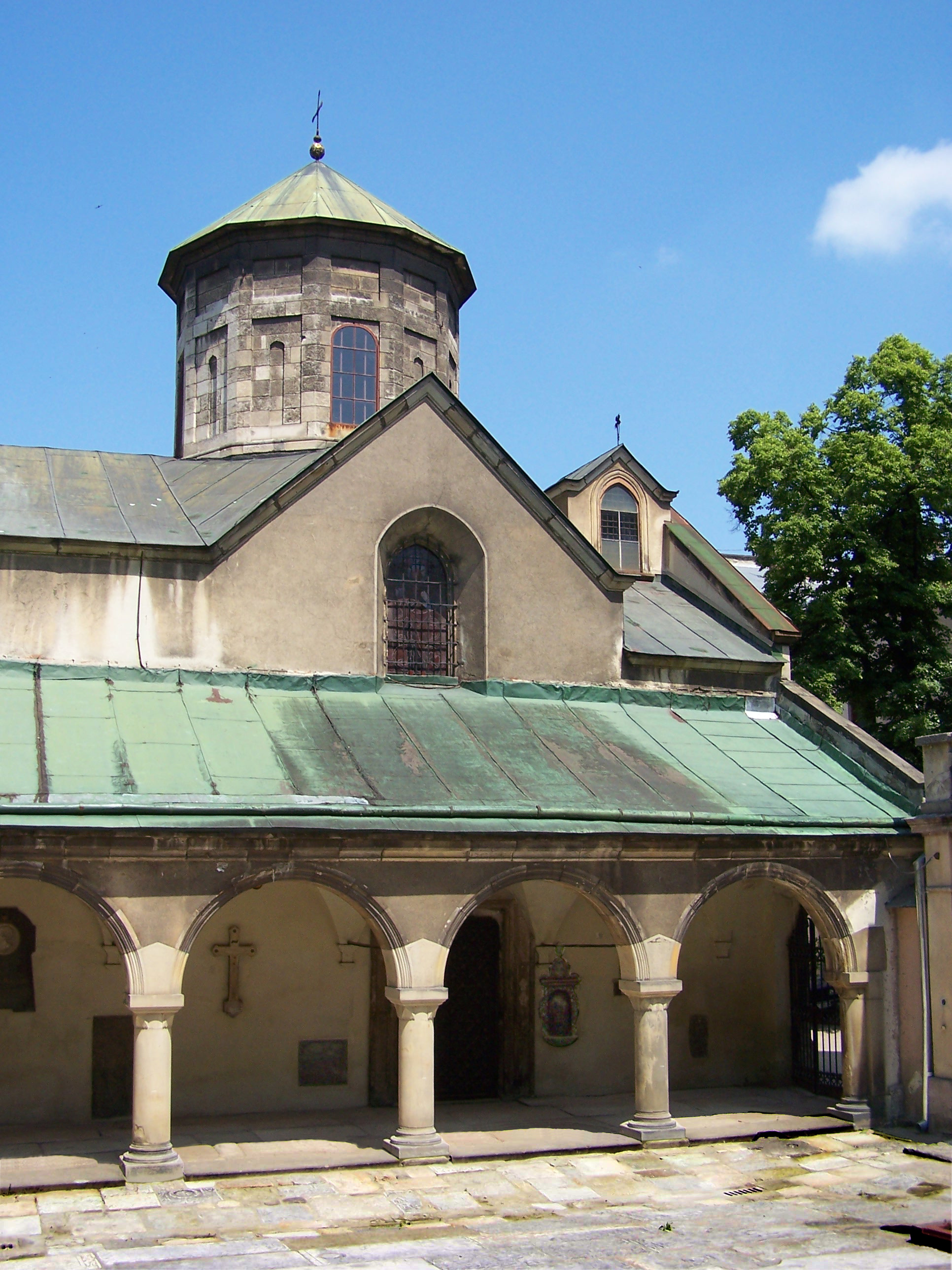
Der älteste Teil der Kathedrale
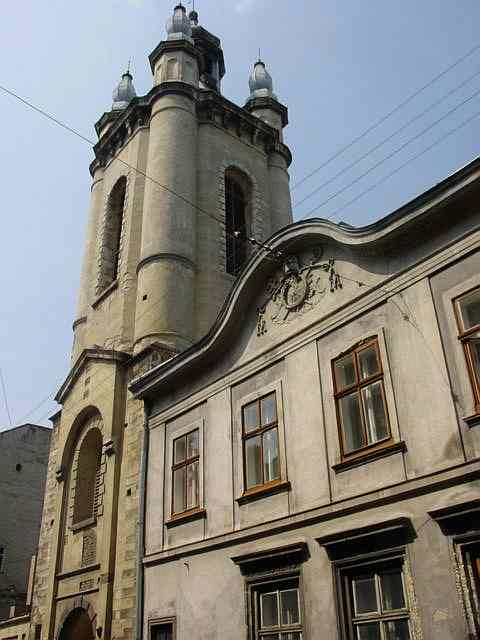
Der Turm und der Bischofspalast
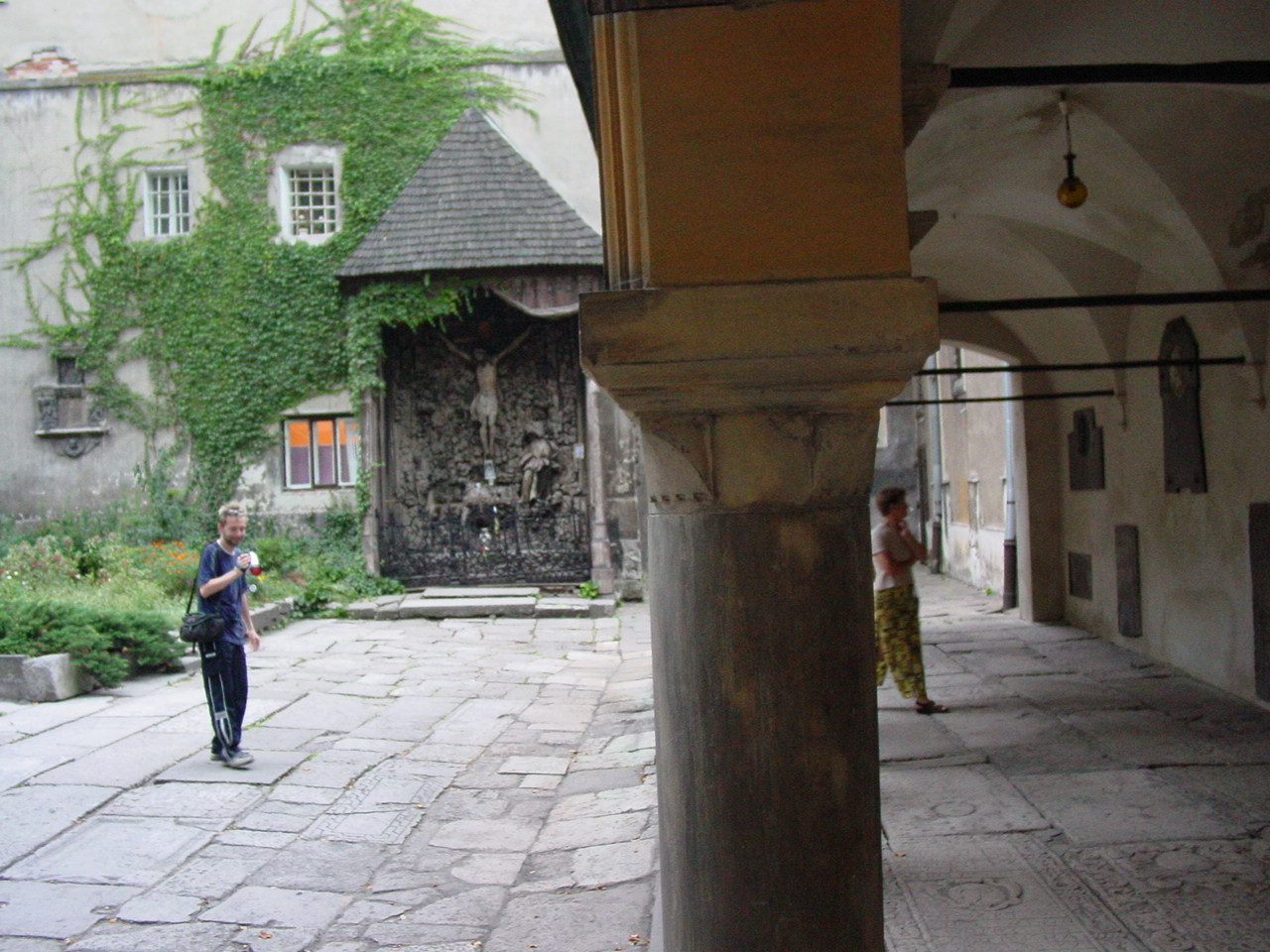
Der Hof
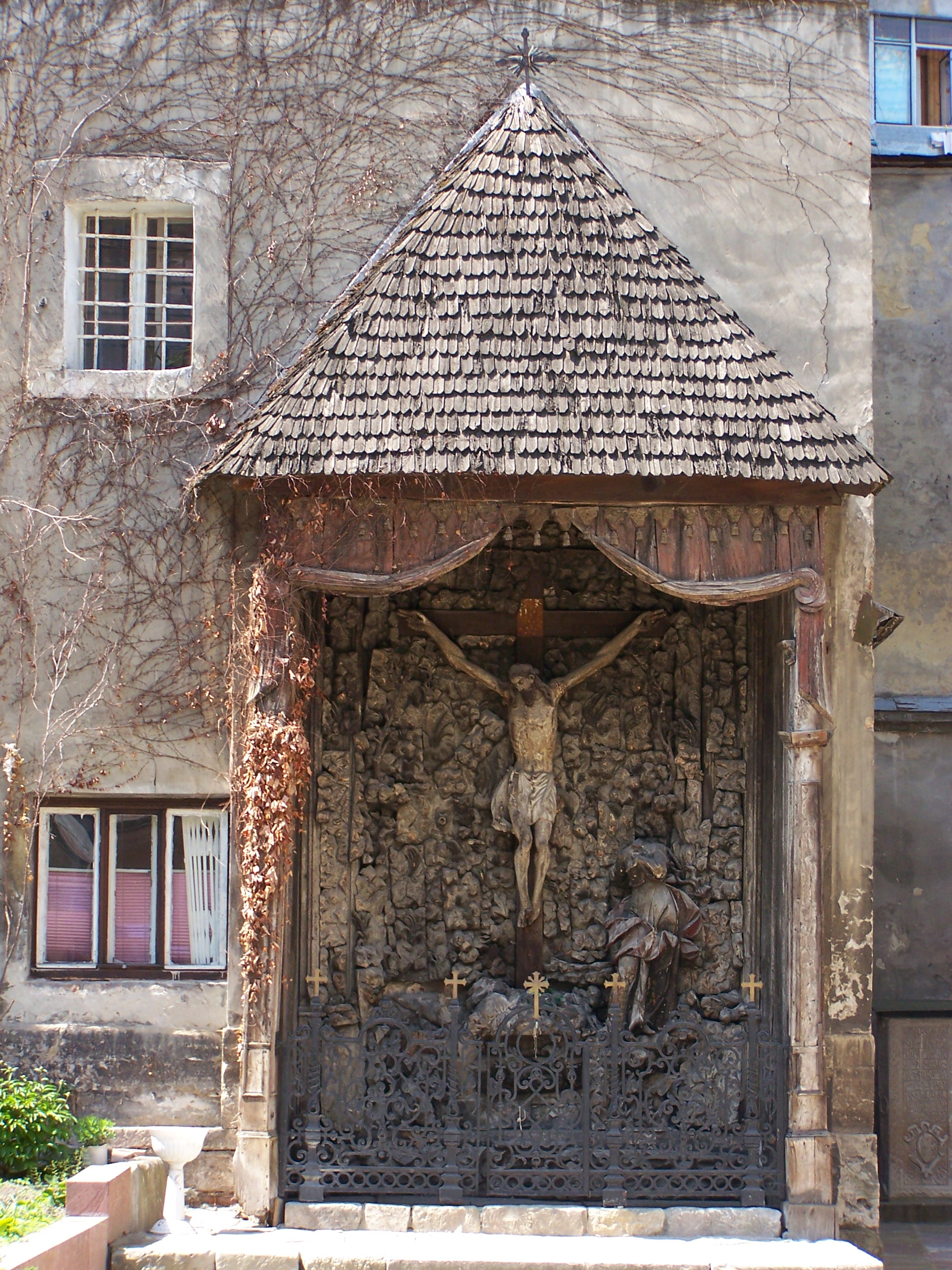
Die Kreuzigungsskulptur
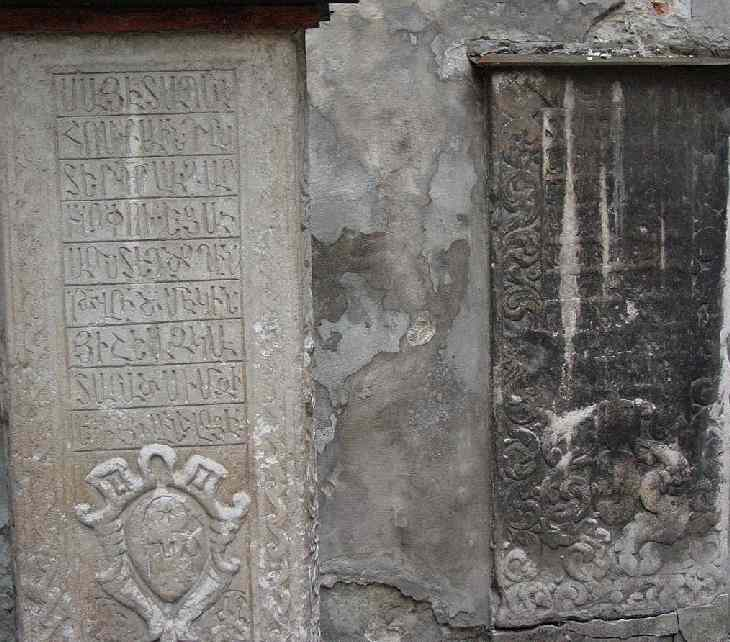
Grabplatten
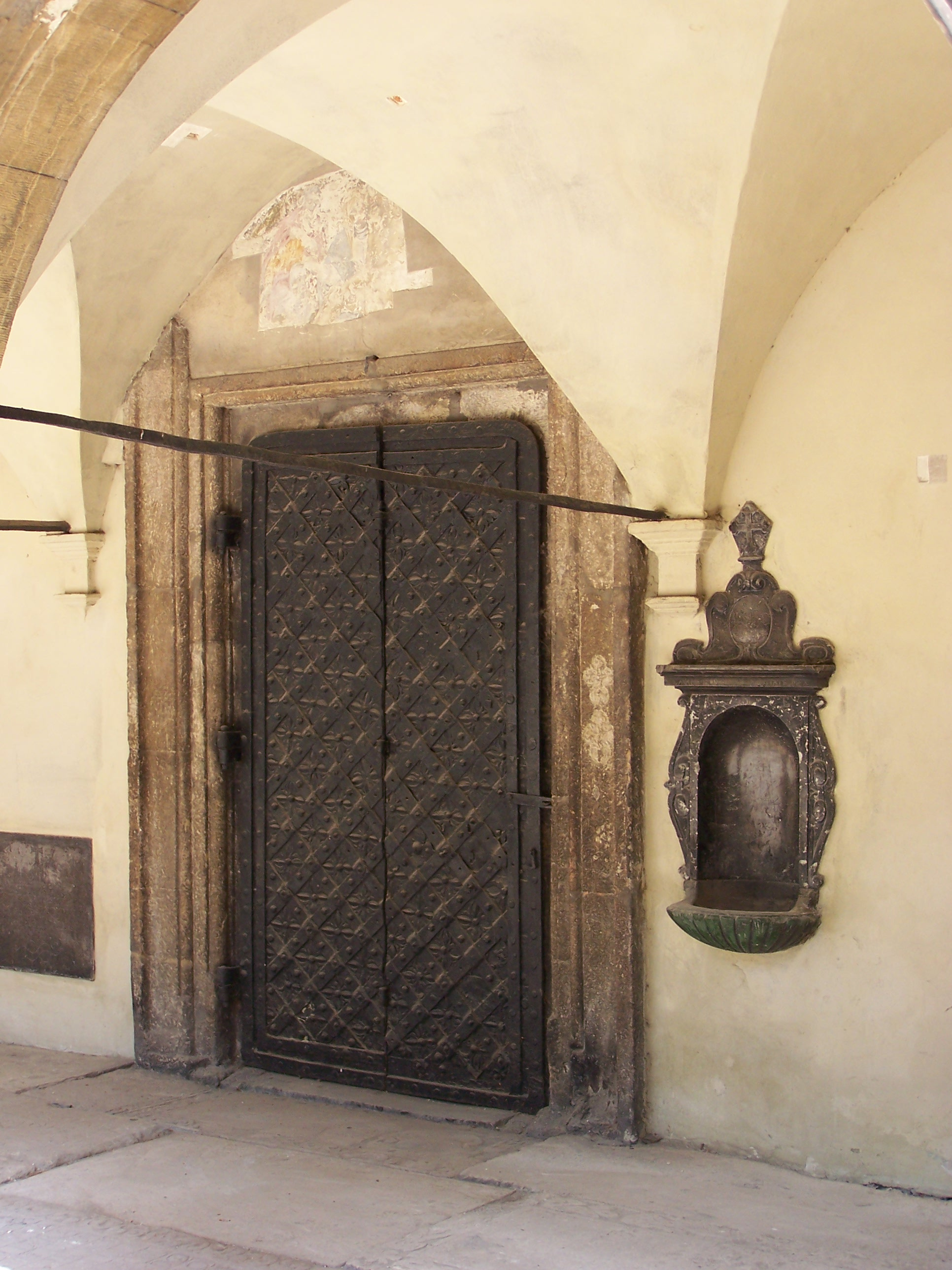
Der Kreuzgang
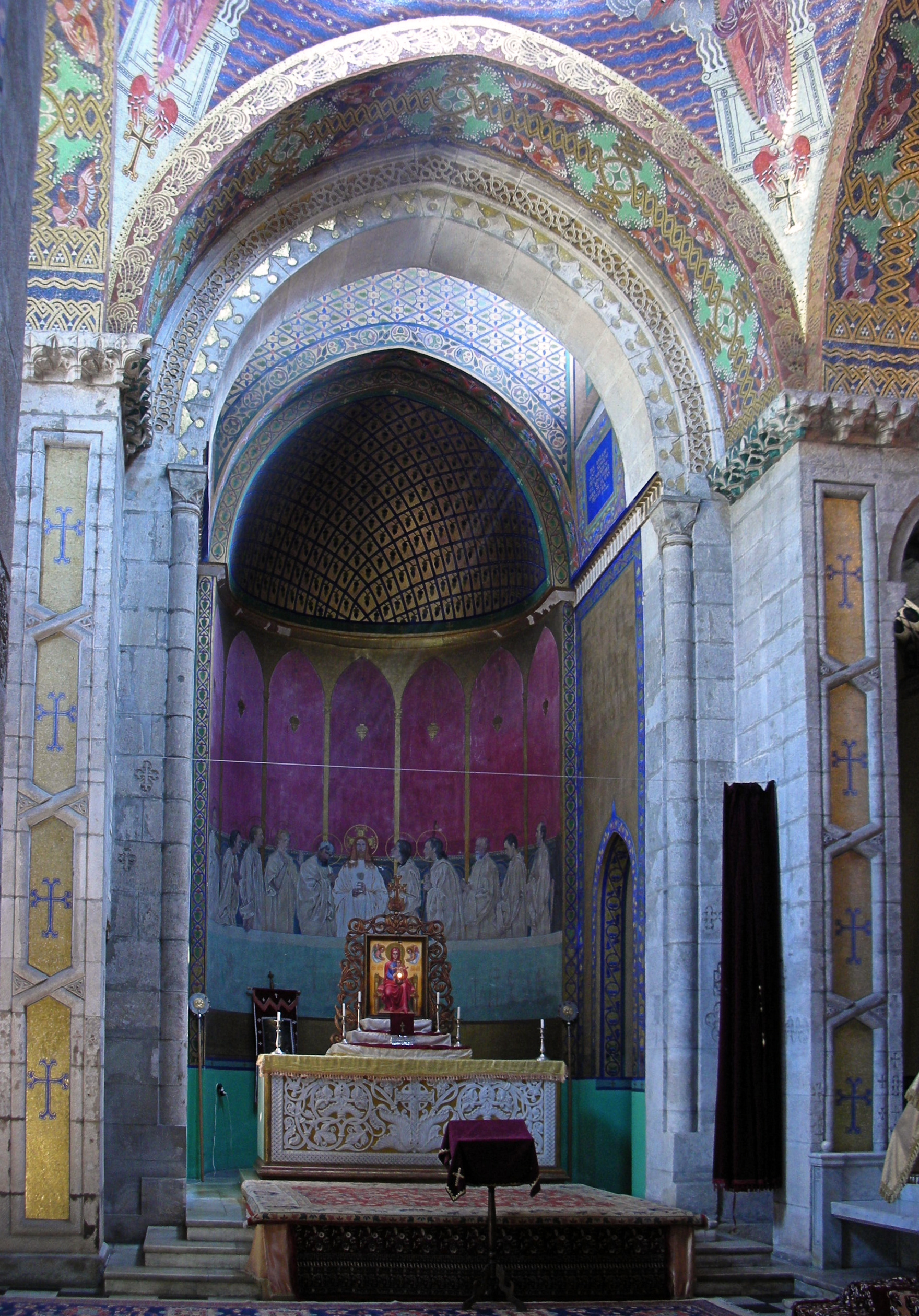
Innenansicht
Wandmalerei von Jan Henryk Rosen „Die Bestattung des Hl. Odilon“